# Pugilato ai Giochi della VIII Olimpiade
Le competizioni di pugilato ai Giochi della VIII Olimpiade dal 21 al 24 agosto 1924 al Vélodrome d'hiver di Parigi. Il programma ha visto la disputa di 8 eventi.

## Podi
| Evento                       | Oro            | Argento         | Bronzo              |
| Pesi mosca (dettagli)        | Fidel LaBarba  | Jim McKenzie    | Raymond Fee         |
| Pesi gallo (dettagli)        | William Smith  | Al Tripoli      | Jean Ces            |
| Pesi piuma (dettagli)        | Jackie Fields  | Joseph Salas    | Pedro Quartucci     |
| Pesi leggeri (dettagli)      | Hans Nielsen   | Alfredo Copello | Frederick Boylstein |
| Pesi welter (dettagli)       | Jean Delarge   | Héctor Méndez   | Doug Lewis          |
| Pesi medi (dettagli)         | Harry Mallin   | Jack Elliott    | Joseph Beecken      |
| Pesi mediomassimi (dettagli) | Harry Mitchell | Thyge Petersen  | Sverre Sørsdal      |
| Pesi massimi (dettagli)      | Otto von Porat | Søren Petersen  | Alfredo Porzio      |

## Medagliere
| Pos.   | Paese         | Oro | Argento | Bronzo | Totale |
| ------ | ------------- | --- | ------- | ------ | ------ |
| 1      | Stati Uniti   | 2   | 2       | 2      | 6      |
| 2      | Gran Bretagna | 2   | 2       | 0      | 4      |
| 3      | Danimarca     | 1   | 2       | 0      | 3      |
| 4      | Belgio        | 1   | 0       | 1      | 2      |
| 4      | Norvegia      | 1   | 0       | 1      | 2      |
| 6      | Sudafrica     | 1   | 0       | 0      | 1      |
| 7      | Argentina     | 0   | 2       | 2      | 4      |
| 8      | Francia       | 0   | 0       | 1      | 1      |
| 8      | Canada        | 0   | 0       | 1      | 1      |
| Totale | Totale        | 8   | 8       | 8      | 24     |